# مكتبة الملك سعود
مكتبة الملك سعود هي مكتبة عامة في مدينة بريدة، أنشأها أهالي مدينة بريدة عام 1350 هـ بقوائم كتب معظمها ذو طابع ديني قبل أن تتوسع وذلك بعد أن تكفل الملك سعود بن عبدالعزيز بمبنى مستقل لها عند زيارته للمدينة عام 1375 هـ. 

## تاريخ المكتبة
في عام 1350 هـ وفي إحدى جوانب الجامع الكبير (حالياً جامع الملك فهد) ببريدة جمع أهالي بريدة كتباً معظمها ديني لخدمة طلاب العلم والباحثين، وتذكر المصادر أن المؤسس هو الشيخ عمر بن محمد بن سليم.
ثم سعى بعض الأهالي لدى الملك سعود بن عبد العزير من أجل مقر مستقل للمكتبة، فأجاز الملك سعود ذلك وتم بناء مبنى مسلح قريب من الجامع في عام 1375 هـ، ويقال أن ذلك المبنى كان أحد أوائل المباني المسلحة في المدينة.
وفي عام 1379 هـ قامت وزارة التعليم (وزارة المعارف سابقاً) بضم المكتبة تحت إدارتها.
وبعد مدة من الزمن قضى حريق قد شب فيها على المبنى وأصبح آيل للسقوط، فأصبحت المكتبة تتنقل من مبنى مستأجر لآخر.
استمرت على ذلك الحال حتى عام 1423 هـ، حيث دشن الأمير سلطان بن عبدالعزير المبنى الجديد للمكتبة الذي يقع على مساحة تقدر ب13 ألف متر مربع، ويتكون من ثلاثة طوابق.

## وصلات خارجية
- الموقع الرسمي